# Philipp Aumann
Philipp Aumann (* 1977 in Füssen im Allgäu) ist ein deutscher Historiker und Ausstellungsmacher, der auf Usedom lebt und arbeitet.

## Werdegang
Philipp Aumann studierte die Fächer Geschichte und Geographie in München und Wien. Er verfasste eine Doktorarbeit im Fach Geschichtswissenschaften. Thema seiner Dissertation war die Geschichte der Kybernetik in Deutschland. Die Promotion, die als wissenschaftliche Arbeit am Deutschen Museum München stattfand, wurde 2008 fertiggestellt. Die Publikation der Dissertationsschrift erfolgte 2009. Die Doktorarbeit von Philipp Aumann wurde mit Preisen ausgezeichnet: Er erhielt den Publikationspreis des Deutschen Museums in München für die beste wissenschaftliche Veröffentlichung des Jahres 2009 sowie den Nachwuchspreis der Georg-Agricola-Gesellschaft für Naturwissenschafts- und Technikgeschichte in Freiberg. Nach der Promotion absolvierte Aumann ein wissenschaftliches Volontariat am Museum der Universität Tübingen. Eine weitere Anstellung war im Museum für Kommunikation Frankfurt am Main.
Seit 2014 ist Philipp Aumann Ausstellungskurator und wissenschaftlicher Leiter des Historisch-Technischen Museums Peenemünde (HTM). Bekannt wurde Aumann durch sein Engagement, die Relikte der Heeresversuchsanstalt Peenemünde in die UNESCO-Weltkulturerbeliste aufnehmen zu lassen. Darüber hinaus war Aumann in den Medien präsent, als sich der Betriebsrat des HTM gegen die dortige Tarifpolitik wehrte. Aumann selbst ist Vorsitzender des Betriebsrats. Im Zuge der Streitigkeiten über die Bezahlung von Angestellten haben sich Aumann und der Betriebsrat an die Öffentlichkeit gewandt, um auf die Verhältnisse am HTM hinzuweisen.

## Publikationen (Auswahl)
- Vernichtender Fortschritt – Serienfertigung und Kriegseinsatz der Peenemünder „Vergeltungswaffen“. Berlin: Ch. Links, 2018, ISBN 978-3-96289-030-8
- Rüstung auf dem Prüfstand – Kummersdorf, Peenemünde und die totale Mobilmachung. Berlin: Ch. Links, 2015, ISBN 978-3-8252-3892-6
- Gemeinsam mit Frank Duerr: Ausstellungen machen. Band 3892 von UTB für Wissenschaft – Uni-Taschenbücher. München: Fink, 2013, ISBN 978-3-8252-3892-6
- Als Herausgeber: Alles Gute kommt von unten – unser Umgang mit Ressourcen aus der Erde; anlässlich der gleichnamigen Ausstellung in der Paläontologischen Sammlung des Museums der Universität Tübingen, 10. Juni bis 24. Juli 2011. Tübingen: Museum der Universität Tübingen – MUT, 2011, ISBN 978-3-9812736-3-2
- Mode und Methode – die Kybernetik in der Bundesrepublik Deutschland. Göttingen: Wallstein, 2009, ISBN 978-3-8353-0449-9 (Dissertationsschrift)